# 黄花机场T1T2站
黄花机场T1T2站是长沙地铁6号线的地铁车站，位于中华人民共和国湖南省长沙市长沙县黄花镇长沙黄花国际机场T1航站楼西侧，为6号线东端终点站，亦是长沙地铁系统中目前最东端的车站。该站于2022年6月28日开通。
车站建设时期工程名为黄花机场西站。

## 车站结构
黄花机场T1T2站位于黄花机场T1航站楼西侧，为地下两层一岛两侧西班牙式站台，中部岛式站台为落客站台，两侧侧式站台为上客站台，因6号线在该站前折返，目前仅使用北侧轨道上下客。
| 地面              | 出入口 | 2-4出入口 |
| 地下一层          | 站厅   | 客服中心、自动售票机、验票机 |
| 地下二层          | 站台层 | \| 側式 · 開左邊车门 \| \| \| \| \| \| 6号线往谢家桥（木马塅） \| \| 島式 · 開右邊车门 \| \| \| \| \| \| 6号线备用站台 \| \| 未啟用 · 側式 \| \| \| |
| 側式 · 開左邊车门 |        | |
|                   |        | 6号线往谢家桥（木马塅） |
| 島式 · 開右邊车门 |        | |
|                   |        | 6号线备用站台 |
| 未啟用 · 側式     |        | |

## 车站出口
黄花机场T1T2站共设3个出口，其中2号出入口直达位于地上二层的黄花机场航站楼内部，各出口及周围设施如下所示：
| 出口编号                              | 照片 | 无障碍设施 | 地点             | 可到达目的地                            |
| ------------------------------------- | ---- | ---------- | ---------------- | --------------------------------------- |
| 出口 · 2L · 升降机标志 · 扶手电梯标志 |      |            |                  | 长沙黄花国际机场T1/T2航站楼、磁浮机场站 |
| 出口 · 3L · 扶手电梯标志              |      | 不適用     | 乐翔路           | 磁浮机场站                              |
| 出口 · 4L · 升降机标志 · 扶手电梯标志 |      |            | 机场大道、荷塘路 |                                         |
| 註： 設有 \| 設有扶手電梯             |      |            |                  |                                         |

## 接驳交通

### 航空
- 长沙黄花国际机场T1/T2航站楼

### 磁悬浮
- S2线磁浮机场站

本站3号出入口与磁浮机场站A出入口相邻，另可通过2号出入口进入航站楼内通过磁浮机场站直连航站楼通道换乘，唯后者需经机场防爆检测。

### 公交车
- 黄花国际机场(T1航站楼)：机场快线(西站线)
- 黄花国际机场(T2航站楼)：机场快线(西站线)、机场大巴湘潭线、机场大巴株洲线、机场大巴山水酒店线

## 车站历史
- 2021年10月28日，车站主体结构完工，为6号线一期工程最后一个主体结构完工车站[3]。
- 2022年6月28日，随6号线通车一同开通[1]。